# Nasz nowy dom
Nasz nowy dom – polski program telewizyjny typu reality show emitowany na antenie telewizji Polsat od 29 września 2013 roku. Prowadzącą pierwszych 20 serii programu była Katarzyna Dowbor, a w 21. serii rolę tę przejęła Elżbieta Romanowska.

## Charakterystyka programu
W każdym odcinku dom lub mieszkanie jednej z polskich rodzin, włączając wszystkie pokoje, wnętrza i teren wokół, zostaje wyremontowany przez drużynę budowlańców w 5 dni (czasami 7), a mieszkania 4 dni. W tym czasie rodzina wyjeżdża na wakacje do hotelu.

## Ekipa

### Prowadzący
|                  |                     |
| Katarzyna Dowbor | Elżbieta Romanowska |
| serie 1–20       | od serii 21.        |

### Architekci
- Martyna Kupczyk (serie 1–24)
- Maciej Pertkiewicz (serie 1–24)
- Marta Kołdej (serie 17–24)
- Kuba Babik (serie 23–24)
- Wojciech Strzelczyk (serie 13–19)

### Kierownicy prac budowlanych
- Wiesław Nowobilski (serie 8–24)
- Przemysław Oślak (serie 16–24)
- Dariusz Wardziak (seria 24)
- Artur Witkowski (serie 2–18)
- Wiesław Skiba (seria 19)
- Michał Przybylski (seria 13)
- Jarosław Powirski (serie 6–7)
- Robert Grudek (serie 3–4)
- Waldemar Wolff (seria 3)
- Sławomir Ciba (serie 1–2)
- Krzysztof Modzelewski (seria 1)

## Emisja w telewizji
Uwaga: tabela zawiera informacje odnoszące się wyłącznie do pierwszej emisji telewizyjnej; nie uwzględniono w niej ewentualnych prapremier w serwisach internetowych (np. Polsat Box Go).
| Seria | Odcinki      | Pierwsza emisja telewizyjna (Polsat) | Pierwsza emisja telewizyjna (Polsat) | Pierwsza emisja telewizyjna (Polsat) | Pierwsza emisja telewizyjna (Polsat) | Pierwsza emisja telewizyjna (Polsat) |
| Seria | Odcinki      | Sezon                                | Początek emisji                      | Koniec emisji                        | Pora emisji                          | Średnia oglądalność                  |
| ----- | ------------ | ------------------------------------ | ------------------------------------ | ------------------------------------ | ------------------------------------ | ------------------------------------ |
| 1.    | 1–10 (10)    | jesień 2013                          | 29 września 2013                     | 8 grudnia 2013                       | niedziela 17.45                      | 1,70 mln                             |
| 2.    | 11–21 (11)   | wiosna 2014                          | 22 lutego 2014                       | 25 maja 2014                         | niedziela 17.45                      | 1,66 mln                             |
| 3.    | 22–34 (13)   | jesień 2014                          | 7 września 2014                      | 29 listopada 2014                    | niedziela 17.45                      | 2,11 mln                             |
| 4.    | 35–46 (12)   | wiosna 2015                          | 1 marca 2015                         | 17 maja 2015                         | niedziela 17.45                      | bd.                                  |
| 5.    | 47–58 (12)   | jesień 2015                          | 6 września 2015                      | 22 listopada 2015                    | niedziela 17.45                      | 2,69 mln                             |
| 6.    | 59–70 (12)   | wiosna 2016                          | 3 marca 2016                         | 19 maja 2016                         | czwartek 20.05                       | 1,92 mln                             |
| 7.    | 71–82 (12)   | jesień 2016                          | 1 września 2016                      | 17 listopada 2016                    | czwartek 20.05                       | 1,87 mln                             |
| 8.    | 83–94 (12)   | wiosna 2017                          | 2 marca 2017                         | 18 maja 2017                         | czwartek 20.05                       | 1,53 mln                             |
| 9.    | 95–106 (12)  | jesień 2017                          | 7 września 2017                      | 23 listopada 2017                    | czwartek 20.05                       | 1,60 mln                             |
| 10.   | 107–118 (12) | wiosna 2018                          | 1 marca 2018                         | 17 maja 2018                         | czwartek 20.05                       | 1,52 mln                             |
| 11.   | 119–130 (12) | jesień 2018                          | 6 września 2018                      | 22 listopada 2018                    | czwartek 20.05                       | 1,80 mln                             |
| 12.   | 131–142 (12) | wiosna 2019                          | 28 lutego 2019                       | 23 maja 2019                         | czwartek 20.05                       | 1,49 mln                             |
| 13.   | 143–168 (26) | jesień 2019                          | 4 września 2019                      | 4 grudnia 2019                       | środa i czwartek 20.05               | 1,45 mln                             |
| 14.   | 169–192 (24) | wiosna 2020                          | 4 marca 2020                         | 21 maja 2020                         | środa i czwartek 20.05               | 1,34 mln                             |
| 15.   | 193–216 (24) | jesień 2020                          | 2 września 2020                      | 19 listopada 2020                    | środa i czwartek 20.05               | 1,30 mln                             |
| 16.   | 217–240 (24) | wiosna 2021                          | 3 marca 2021                         | 26 maja 2021                         | środa i czwartek 20.05               | 1,22 mln                             |
| 17.   | 241–252 (12) | jesień 2021                          | 2 września 2021                      | 18 listopada 2021                    | czwartek 20.05                       | 1,21 mln                             |
| 18.   | 253–264 (12) | wiosna 2022                          | 3 marca 2022                         | 26 maja 2022                         | czwartek 20.05                       | 951 tys.                             |
| 19.   | 265–276 (12) | jesień 2022                          | 1 września 2022                      | 17 listopada 2022                    | czwartek 20.05                       | 1,12 mln                             |
| 20.   | 277–288 (12) | wiosna 2023                          | 2 marca 2023                         | 18 maja 2023                         | czwartek 20.05                       | 1,00 mln                             |
| 21.   | 289–300 (12) | jesień 2023                          | 7 września 2023                      | 23 listopada 2023                    | czwartek 20.05                       | 880 tys.                             |
| 22.   | 301–324 (24) | wiosna 2024                          | 6 marca 2024                         | 23 maja 2024                         | środa i czwartek 20.05               | 804 tys.                             |
| 23.   | 325–336 (12) | jesień 2024                          | 12 września 2024                     | 28 listopada 2024                    | czwartek 20.10                       | 843 tys.                             |
| 24.   | 337–348 (12) | wiosna 2025                          | 6 marca 2025                         | 22 maja 2025                         | czwartek 20.10                       | 865 tys.                             |
| 25.   | od 349       | jesień 2025                          | 11 września 2025                     |                                      | czwartek 20.30                       |                                      |

### Odcinki specjalne
| Odcinek                  | Data pierwszej emisji | Pora emisji     |
| ------------------------ | --------------------- | --------------- |
| Odcinki mikołajkowe      | 6 grudnia 2014        | sobota 17.55    |
| Odcinki mikołajkowe      | 6 grudnia 2015        | niedziela 17.55 |
| Odcinki mikołajkowe      | 3 grudnia 2016        | sobota 17.15    |
| Odcinki mikołajkowe      | 3 grudnia 2017        | niedziela 17.30 |
| Odcinki mikołajkowe      | 9 grudnia 2018        | niedziela 17.55 |
| Odcinki mikołajkowe      | 8 grudnia 2019        | niedziela 17.40 |
| Odcinki mikołajkowe      | 6 grudnia 2020        | niedziela 17.40 |
| Odcinki mikołajkowe      | 12 grudnia 2021       | niedziela 17.40 |
| Odcinki mikołajkowe      | 11 grudnia 2022       | niedziela 17.35 |
| Odcinki bożonarodzeniowe | 15 grudnia 2019       | niedziela 17.40 |
| Odcinki bożonarodzeniowe | 27 grudnia 2020       | niedziela 17.40 |
| Odcinki bożonarodzeniowe | 19 grudnia 2021       | niedziela 17.40 |
| Odcinki bożonarodzeniowe | 18 grudnia 2022       | niedziela 17.40 |

## Kontrowersje
Bohaterka jedenastego odcinka dziewiątej serii programu, pani Lidia, zmierzyła się po remoncie domu z falą nienawiści. W listopadzie 2017 roku, po remoncie budynku, podjeżdżano do niego, pukano w okna i obrzucano go kamieniami. Zdaniem mieszkańców pani Lidii nie należał się remont tego mieszkania. Po emisji odcinka pojawiły się również nieprzychylne komentarze wśród internautów. Rodzina, której wyremontowano mieszkanie, była wyzywana m.in. od „zawistników”. Ponadto zdaniem Miejskiego Ośrodka Pomocy Społecznej w Szczytnie, Telewizja Polsat niczego nie ustalała w kwestii remontu mieszkania i ośrodek zażądał natychmiastowego zaprzestania produkcji programu. Do tej sprawy odniosła się prowadząca programu, Katarzyna Dowbor:

Te rodziny, które widzimy w odcinkach naszego programu są zawsze kilka razy sprawdzane pod wieloma aspektami. To nie jest tak, że remontujemy dom rodzinie, która wpadnie nam w oko, czy ją sobie wylosujemy. Sprawdzamy to z MOPS-ami, z władzami lokalnymi, z najbliższym otoczeniem.

W lipcu 2020 podpalono dom pani Beaty Zacharewicz, mieszkającej w Antoninie. Remont tego domu pokazano w 107. odcinku programu.